# Monika Brzeźna
Monika Brzeźna (* 12. Oktober 1991 in Wrocław) ist eine ehemalige polnische Radrennfahrerin, die im Straßenradsport aktiv war.

## Sportlicher Werdegang
Ihre internationale Karriere im Radsport begann Brzeźna beim TKK Pacific Toruń. In den ersten Jahren konnte sie sich nur selten hervortun: 2014 wurde sie polnische Vizemeisterin im Straßenrennen. Im selben Jahr gewann sie bei den Studentenweltmeisterschaften die Bronzemedaille im Einzelzeitfahren.
2016 folgte Brzeźna ihrer Schwester zum Team Mat Atom Sobótka, bei dem sie bis zu ihrem Karriereende blieb. 2017 wurde sie erneut Vizemeisterin im Straßenrennen. 2019 stand sie bei zwei Rennen der V4 Ladies Series erstmals auf dem Podium eines internationalen Rennens. Ihren einzigen Sieg bei einem internationalen Rennen erzielte sie in der Saison 2023 mit einem Etappenerfolg bei der Belgrade GP Woman Tour. Im selben Jahr kürte sie sich zur Polnischen Meisterin im Straßenrennen.
Deutlich erfolgreicher war Brzeźna bei Rennen des nationalen Kalenders, bei denen sie wiederholt Siege einfahren konnte. Zudem wurde sie unter anderem auch nationale Meisterin im Bergzeitfahren sowie mit ihrer Schwester im Paarzeitfahren.
Nach der Saison 2024 beendete Brzeźna im Alter von 33 Jahren ihre Karriere im Radsport.

## Familie
Monika Brzeźna ist die jüngere Schwester der ehemaligen Radrennfahrerin Paulina Brzeźna.

## Palmarès
2014
- Studentenweltmeisterschaften – Einzelzeitfahren

2023
- Polnische Meisterin – Straßenrennen
- eine Etappe Belgrade GP Woman Tour